# أميرة (مطربة)
أميرة (1974 -) هي مغنية مصرية.

## حياتها ونشأتها
ولدت حنان زكريا بالقاهرة، نشأت في عائلة فنية، كانت جدتها أميرة كامل مطربة الأوبرا، وخالتها فايدة كامل مطربة وسياسية مصرية.
تخرجت من المعهد العالي للموسيقى العربية.

## مسيرتها
- بدأت أميرة المسيرة الفنية بعد التخرج للغناء في المعهد، ثم غنت في دار الأوبرا المصرية.[3]
- تميزت أميرة بصوت عذب حلال حقبة التسعينيات، بدأت مسيرتها بالصدفة، حينما التقيت بحميد الشاعري، والتي شاركها بديو في أول ألبوماتها، بالإضافة إلي إنتاجه.
- تعاقدت مع شركة الشرق بتوزيع الألبوم والمشاركة في انتاجه. (شركة عالم الفن أو مزيكا حالياً بعدما قامت بشراء الشرق).[4]
- توقع الجميع أن تنجح أميرة، ويذاع صيتها وتهافت عليها المنتجون بسبب انتشار ألبومها، لكن هذا لم يحدث لقد اختفت بعد صدور ألبومها سنة 1994 ولم تظهر مرة ثانية وقيل إنها تزوجت.[5]

## أعمالها
- شاركت حميد الشاعري في ألبوم كواحل، بعدها قدمها حميد للمنتج طارق عبد الله وشاركت في ألبوم «هاي كواليتي» بأغنيتين هما؛ ليلي وغير قلبك.[6]
- ذاع صيت أميرة فتعاون معها علاء عبد الخالق في أغنية بحبك باستمرار والتي كانت علامة فارقة في مسيرتهم الفنية، وتحولت أميرة إلي أكثر المطربات شراكة بديو مع مطربين آخرين، وكان في مقدمتهم محمد منير وغنت معه سحر المغنى.[7]
- قدمت أول وآخر ألبوماتها أول كلامي سنة 1993، وقد جمع عدداً من المؤلفين والملحنين المتميزين، تقد تولي الكتابة عادل عمر وهاني الصغير وسامح العجمي ومصطفى زكي، ومن ألحان مصطفى كامل وعصام كاريكا في أغنية «قوي»، ومصطفى قمر وأشرف السرخوجلي وحميد الشاعري ومحسن طاهر، ولحن وكتب ناصر المزداوي «زي الطيور»، وشارك حميد الشاعري في غنائها ليقدم وقتها مع أميرة ديو من أفضل وأشهر دويتوهات.
- قدمت ديو «وسط الدايرة» مع محمد منير، في افتتاح دورة ألعاب البحر الأبيض المتوسط.